# Éric Boucher
Éric Boucher (né le 1er décembre 1958 au Bouscat) est un footballeur français. Issu des rangs du club amateur de Margaux, il rejoint les Girondins de Bordeaux avant de poursuivre sa modeste carrière professionnelle à Lyon puis à Niort.
Il s'est reconverti loin des terrains de football, occupant aujourd'hui le poste de Directeur Général des Services de la commune d'Arsac (Gironde). Il est par ailleurs maire de la commune de Cantenac (Gironde) depuis 2008.